# Município de Ellsworth (condado de Mahoning, Ohio)
O município de Ellsworth (em inglês: Ellsworth Township) é um município localizado no condado de Mahoning no estado estadounidense de Ohio. No ano de 2010 tinha uma população de 2217 habitantes e uma densidade populacional de 33,3 pessoas por km².

## Geografia
O município de Ellsworth encontra-se localizado nas coordenadas 41° 01′ 31″ N, 80° 51′ 33″ O. Segundo o Departamento do Censo dos Estados Unidos, o município tem uma superfície total de 66.58 km², da qual 65,68 km² correspondem a terra firme e (1,35 %) 0,9 km² é água.

## Demografia
Segundo o censo de 2010, tinha 2217 pessoas residindo no município de Ellsworth. A densidade populacional era de 33,3 hab./km².